# Бокаев, Садуакас Хасенулы
Садуакас Хасенулы Бокаев (17 марта 1907, село Кокбай, Абайский район, Абайская область — 1942) — советский казахский ученый, кандидат физико-математических наук, профессор.

## Биография
Получил образование в Зайсане. С ранних лет его воспитывали брат Таир Жомартбаев (казахский просветитель, поэт и драматург) и невестка Адгия Фархисламовна. Благодаря этому он освоил математику по школьной программе и был направлен учиться на физико-математический факультет Оренбургского института народного образования. В 1928 году отправлен учиться в Москву как один из талантливых студентов.
Окончил физико-математический факультет Оренбургского педагогического института (1928) и астрономико-математический факультет I Московского государственного университета. В 1932 году поступил в аспирантуру университета.
Один из основателей Казахского национального педагогического университета имени Абая в Алма-Ате, первый декан физико-математического факультета. С 1932 по 1936 год работал ассистентом, заведующим кафедрой, деканом, профессором Казахского педагогического института, заведующим кафедрой Казахского государственного университета, читал лекции студентам по специальным разделам математики.
В 1935 году в возрасте 28 лет защитил диссертацию в НИИ математики и механики МГУ.
Изучал дифференциальные уравнения, специальные функции, теорию конформационных преобразований и их применение в механике.
Автор учебников и пособий для среднего и высшего образования. Автор учебника «Заочное педагогическое училище» (1932 г.).
Был членом Терминологической комиссии при Народном комиссариате просвещения Казахской ССР.
Репрессирован в 1937 году.